# Ebba Sparre
Ebba Larsdotter Sparre de Rossvik (1626-Estocolmo, 19 de marzo de 1662) fue una dama de compañía y noble sueca, conocida por ser la amante de la reina Cristina de Suecia.

## Biografía
Ebba Sparre era hija del consejero privado y mariscal Lars Eriksson Sparre y Märta Banér, y nieta del canciller Erik Larsson Sparre. 
Sparre era conocida por el sobrenombre de la belle comtesse (la bella condesa), ya que era famosa en la corte sueca por su belleza. Su íntima relación con la reina Cristina de Suecia hizo aumentar los rumores de que eran amantes. 
La mayor parte del tiempo libre de Cristina lo pasaba en compañía de la belle comtesse - y a menudo llamaba la atención sobre la belleza de su amiga. Ella la presentó al embajador inglés Whitelocke como su compañera de cama, asegurando que el intelecto de Sparre era tan extraordinario como la belleza de su cuerpo. Cuando Cristina dejó Suecia continuó escribiendo apasionadas cartas de amor a Sparre, en la que le contaba que siempre sería su amante. De todas formas, este tipo de cartas eran relativamente comunes en aquel tiempo, y Cristina usaba el mismo estilo y lenguaje cuando escribía a mujeres que nunca había conocido, pero cuyos escritos ella admiraba.
Ebba estuvo comprometida con Bengt Gabrielsson Oxenstierna, pero rompió tal compromiso para casarse con Jacob Kasimir De la Gardie, hermano del favorito de la reina, Magnus Gabriel De la Gardie, por iniciativa de Cristina. Se casaron en 1652. El matrimonio no fue feliz. Sparre fue la única favorita de Cristina, y mantuvieron el contacto cuando Cristina marchó de Suecia.